# Берко, Михаил Дмитриевич
Михаил Дмитриевич Берко (10 августа 1946, село Верхняя Белка, теперь Львовского района Львовской области — 1 февраля 2001, Дрогобычский район Львовской области) — советский партийный деятель, 1-й секретарь Дрогобычского райкома КПУ, председатель колхоза «Первое мая» Дрогобычского района Львовской области. Народный депутат СССР (май 1989—1991).

## Биография
Родился в бедной крестьянской семье. Отец работал конюхом в колхозе.
В 1972 году окончил Львовский сельскохозяйственный институт.
В 1972—1979 годах — главный инженер-механик, секретарь партийного комитета совхоза имени 50-летия Октября Львовской области.
Член КПСС с 1975 года.
В 1979 — декабре 1987 года — председатель правления колхоза «Первое мая» села Волощи Дрогобычского района Львовской области.
27 декабря 1987 — 29 августа 1988 года — 1-й секретарь Дрогобычского районного комитета КПУ Львовской области.
С 1988 по 2001 год — председатель правления колхоза (коллективного сельского предприятия) «Первое мая» села Волощи Дрогобычского района Львовской области.
Был членом Партии Труда.
Проживал в селе Рихтичи Дрогобычского района Львовской области.